# Liste der Museen im Oberbergischen Kreis
Die Liste der Museen im Oberbergischen Kreis umfasst aktuelle und ehemalige Museen im Oberbergischen Kreis. Sie haben unter anderem die Heimatgeschichte, den Bergbau und die industrielle Entwicklung zum Schwerpunkt.

## Liste
| Bezeichnung                                          | Lage (Stadt/Gemeinde, Ortsteil) | Bemerkungen                                                                   | Bild |
| ---------------------------------------------------- | ------------------------------- | ----------------------------------------------------------------------------- | ---- |
| Heimatmuseum Bergneustadt                            | Bergneustadt                    | [ 1 ]                                                                         |      |
| Baumwollfabrik Ermen & Engels                        | Engelskirchen                   |                                                                               |      |
| Erstes Deutsches Engel-Museum Engelskirchen          | Engelskirchen                   | Das Museum wurde 2015 am Engels-Platz 7 neu eröffnet                          |      |
| Eisenbahnmuseum Dieringhausen                        | Gummersbach                     | Das Eisenbahnmuseum wurde 1982 in einem ehemaligen Bahnbetriebswerk eröffnet. |      |
| Kunstforum Gummersbach                               | Gummersbach                     |                                                                               |      |
| Heimatmuseum Hückeswagen                             | Hückeswagen                     |                                                                               |      |
| LVR-Freilichtmuseum                                  | Lindlar                         |                                                                               |      |
| Kuriositäten- und Raritätenmuseum                    | Lindlar                         | [ 2 ]                                                                         |      |
| Haus Dahl                                            | Marienheide                     |                                                                               |      |
| Haus der Geschichten                                 | Marienheide                     |                                                                               |      |
| Historisch-Technisches Museum Homburg/Nümbrecht      | Nümbrecht                       |                                                                               |      |
| Museum des Oberbergischen Kreises im Schloss Homburg | Nümbrecht                       |                                                                               |      |
| Eisenbahnmuseum Radevormwald-Dahlhausen              | Radevormwald                    |                                                                               |      |
| Heimatmuseum Radevormwald                            | Radevormwald                    |                                                                               |      |
| Museum für Asiatische Kunst                          | Radevormwald                    | [ 3 ]                                                                         |      |
| Wülfing-Museum                                       | Radevormwald                    | Textilmuseum                                                                  |      |
| Bauernmuseum Wiehl                                   | Wiehl                           |                                                                               |      |
| Heimatstube Drabenderhöhe                            | Wiehl                           |                                                                               |      |
| Museum Achse, Rad und Wagen                          | Wiehl                           |                                                                               |      |
| Schwarzpulvermuseum                                  | Wipperfürth                     | in der Villa Ohl                                                              |      |